# Языков, Василий Иванович (вице-адмирал)
Василий Иванович Языков (?—1832) — вице-адмирал, командир Херсонского порта.
В 1774 году Языков поступил в Морской кадетский корпус, в 1778 году был выпущен гардемарином и плавал в эскадре контр-адмирала Хметевского на фрегате «Михаил» от Кронштадта в Северный Ледовитый океан до Норд-Капа и обратно.
В 1780 году Языков был произведён в мичманы и плавал на корабле «Св. Александр Невский» к берегам Норвегии. В 1781 году совершил на корабле «Европа» переход в Ливорно и затем был командирован в Таганрог. В 1784 году Языков был произведён в лейтенанты и до 1788 года плавал в Чёрном и Азовском морях.
В 1788 году на корабле «Преображение Господне» Языков участвовал в сражении с турецким флотом при острове Фидониси и по возвращении был произведён в капитан-лейтенанты. В 1790 году на том же корабле Языков вновь участвовал в сражениях с турецким флотом при Керченском проливе и у Гаджибея и в 1792 году на том же корабле и с тем же флотом — при Калиакрии. За эти отличия Языков был награждён орденом св. Владимира 4-й степени с бантом.
В 1793—1795 годах Языков находился в Вологодском наместничестве «для приценки» следовавших в Черноморский флот вещей, а в 1796 году командовал фрегатом «Никон» в Чёрном море. В 1798 году он командовал в Николаеве эскадрой парусного флота и затем был смотрителем кадетского корпуса.
В 1799—1805 годах Языков в чине капитана 2-го ранга крейсировал в Чёрном море, командуя транспортом «Григорий», новопостроенным кораблём «Варахаил» и гребной командой в Николаеве. 26 ноября 1802 года Языков за проведение 18 морских полугодовых кампаний был награждён орденом св. Георгия 4-й степени (№ 1417 по кавалерскому списку Григоровича — Степанова) и в 1803 году произведён в капитаны 1-го ранга.
В 1805—1807 годах Языков исправлял должность эскадр-майора при флотском начальнике в Николаеве и был дважды командирован в Костромскую губернию за рекрутами для Черноморского флота. В 1808 году Языков был произведён в капитан-командоры и вновь крейсировал в Чёрном море, командуя новопостроенным кораблем «Полтава», а в 1809 году вступил в должность флотского начальника в Николаеве.
14 февраля 1819 года он был произведён в контр-адмиралы и в 1823 году, сверх прежней должности, назначен был командовать 6-м, 7-м, 8-м и карантинными черноморскими ластовыми экипажами. В 1826 году Языков был назначен флотским начальником в Херсон, 7 августа 1829 года произведён в вице-адмиралы и назначен командовать Херсонским портом.
Умер Языков 4 мая 1832 года.